# Martin de Rada
Martin de Rade, en espagnol : Martín de Rada, (Pampelune, 30 juin 1533-Mer de Chine méridionale, juin 1578) est un missionnaire augustin espagnol, au Mexique, aux Philippines puis en Chine.

## Biographie
Après des études à l'Université de Paris puis à l'Université de Salamanque, il entre chez les Augustins le 21 novembre 1554. 
Il fait ses premières armes au Mexique (1560) puis aux Philippines (1564) et fonde en 1575 une mission catholique au Fou-Kien. Dans la relation qu'il laisse de son séjour, il identifie pour la première fois la Chine et le Cathay de Marco Polo.